# Janez Franciszek Gnidovec
Janez Franciszek Gnidovec, C.M. (ur. 29 września 1873 w Velikim Lipovcu, zm. 3 lutego 1939 w Lublanie) – słoweński duchowny katolicki, teolog, pierwszy biskup ordynariusz skopijski od 1924 roku.

## Życiorys
Urodził się w 1873 roku w Velikim Lipovcu w południowo-wschodniej Słowenii, na terenie należącym wówczas do Austro-Węgier w rodzinie chłopskiej. W wieku 7 lat stracił matkę. Od wczesnych lat pomagał ojcu w gospodarstwie zarabiającym tym samym na swoje utrzymanie. Początkowo uczęszczał do szkoły elementarnej w Ajdovcu po czym po roku przeniósł się do Novego Mesta. Zarabiał tam udzielając korepetycji słabszym uczniom. W 1892 roku ukończył z wyróżnieniem szkołę średnią. W tym samym roku po śmierci ojca powziął decyzję o wstąpieniu do Wyższego Seminarium Duchownego w Lublanie, gdzie studiował teologię. 22 czerwca 1896 roku otrzymał w miejscowej katedrze święcenia kapłańskie. Następnie pracował w parafiach na terenie Słowenii. W 1899 roku biskup Anton Bonaventura Jeglič skierował go na studia podyplomowe do Wiednia, które ukończył w 1904 roku dyplomem.
Po powrocie z Wiednia w 1905 roku został wykładowcą, a potem rektorem seminarium lublańskiego, które w czasie wojny zostało przekształcone na szpital wojskowy, w którym przebywało wielu Węgrów. W związku z tym starał się, aby cały personel uczył się mówić po węgiersku. Po zakończeniu I wojny światowej zdecydował się wstąpić do zakonu lazarystów w 1919 roku.
29 października 1924 roku papież Pius XI mianował go na ordynariusza diecezji skopijskiej, obejmującej wówczas południową część Jugosławii (Macedonia i Kosowo). Sakrę biskupią otrzymał 30 listopada tego samego roku. Prawdziwym problemem jego biskupstwa była mała liczna katolików żyjących w znacznym rozproszeniu. Od podstaw musiał także zorganizować seminarium diecezjalne, przeznaczając na cel jego budowy własne fundusze oraz sprowadzić księży, którzy mogli prowadzić działalność duszpasterską wśród miejscowej ludności. W tym celu wybrał się do rodzimej Słowenii. Poza tym na terenie swojego biskupstwa prowadził ożywioną działalność ekumeniczną, starając się zadbać o dobre relacje i pojednanie między prawosławnymi a muzułmanami.
Od 1938 roku jego stan zdrowia coraz bardziej się pogarszał. Zdiagnozowano u niego guza mózgu. W 1939 roku po Nowym Roku trafił do szpitala w Lublanie, gdzie zmarł w 1939 roku.
W 1978 roku archidiecezja lublańska rozpoczęła proces beatyfikacyjny Gnidovca, który na tym etapie został zakończony w 1984 roku, a następnie jego wyniki zostały wysłane do Kongregacji Spraw Kanonizacyjnych w Rzymie.